# 新華旅遊
新華旅遊（香港旅遊牌照號碼：350196），於1974年成立，是香港持牌外遊旅行社，現時分行有9間。新華旅遊曾在2013年冠名贊助電視廣播有限公司旅遊節目《叻哥遊世界》。
2020年10月27日，公司向300名職員發出內部通知，要求全體員工於2020年12月起停薪留職，第一階段至明年2021年2月28日。公司稱職員須於一日內選擇「接受」或「不接受」。第二階段再繼3個月至5月底，第三階段會審視是否繼續實行停薪留職安排。而新華旅遊曾領取兩期「保就業」資助。

## 外部連結
- 新華旅遊 官方網址 （页面存档备份，存于）
- 新華旅遊 Facebook專頁
- 香港旅遊業議會 （页面存档备份，存于）